# Американска приказка
„Американска приказка“ (на английски: An American Tail) е американски анимационен мюзикъл приключенски –трагикомедичен филм от 1986 г. на режисьора Дон Блът, по сценарий на Джуди Фрийдбърг и Тони Гейс, и по сюжета на Дейвид Кършнър, Фрийдбърг и Гейс. Озвучаващия състав се състои от Филип Глейсър, Джон Фингеан, Ейми Грийн, Нимая Персов, Дом Делуис и Кристофър Плъмър. Филмът разказва историята на Файвъл Мишкович и неговото семейство, които емигрират от Русия до Съединените американски щати, за да бъдат свободни.
Филмът е пуснат в Съединените щати на 21 ноември 1986 г. от Юнивърсъл Пикчърс, след като „Базил, великият мишок детектив“ на Дисни е пуснат четири месеца по-късно. Получи смесени и позитивни отзиви и е хит в боксофиса, който го прави високобюджетният анимационен филм (който не е на Дисни) на всички времена. По време на неговия успех, заедно с другия филм на Блът – „Земята преди време“ и „Кой натопи заека Роджър“ на Дисни, които са пуснати заедно през 1988 г., и напускането на Блът от тяхното партньорство, подкани изпълнителния продуцент Стивън Спилбърг да създаде свое анимационно студио, Amblimation в Лондон, Англия. Филмът се преражда като поредица, която включва продължението „Американска приказка 2: Файвъл покорява запада“ през 1991 г., телевизионния сериал на CBS – Fievel's American Tails през 1992 г., и две допълнителни продължения, издадени директно на видео – „Американска приказка 3: Съкровището на Остров Манхатън“ през 1998 г. и „Американска приказка 4: Мистерията на нощното чудовище“ през 1999 г.

## Актьорски състав
| Актьор                           | Роля            |
| -------------------------------- | --------------- |
| Филип Глейсър                    | Файвъл Мишкович |
| Джон Финеган                     | Уорън           |
| Ейми Грийн Бетси Катчарт (вокал) | Таня Мишкович   |
| Нимая Персов                     | Татко Мишкович  |
| Ерика Йон                        | Мама Мишкович   |
| Пат Мюзик                        | Тони Топони     |
| Дом Делуис                       | Тайгър          |
| Кристофър Плъмър                 | Хенри           |
| Катиан Блор                      | Бриджит         |
| Нийл Рос                         | Честния Дон     |
| Маделин Кан                      | Гуси Маушхаймър |
| Уил Райън                        | Диджит          |
| Хал Смит                         | Мо              |
| Дан Куенстър                     | Джейк           |

## В България
В България филмът е издаден на VHS от Александра Видео през 2000 г.
На 15 юни 2013 г. е излъчен по Кино Нова.

### Български дублажи
Синхронен дублаж
| Роля                | Изпълнител |
| ------------------- | --- |
| Файвъл              | Соня Костадинова |
| Таня                | Валерия Живкова |
| Мама Мишкович       | Ива Апостолова |
| Тони Топони         | Даниела Йорданова |
| Татко Мишкович      | Пламен Сираков |
| Тайгър              | Калин Арсов |
| Хенри               | Стефан Димитриев |
| Други гласове       | Георги Тодоров Симеон Викторов Кирил Бояджиев |
| Вокални изпълнители | Валерия Живкова Галина Курдова Пламен Сираков Калин Арсов Цанко Тасев Богомил Спиров Кирил Бояджиев Лидия Петрова Евгения Брайнова Десислава Илиева Стефка Моллова и камерна хорова формация с ръководител Десислава Софранова |

| Обработка                                     | Александра Аудио (2000)     |
| --------------------------------------------- | --------------------------- |
| Ръководител                                   | Васил Новаков               |
| Превод и адаптация                            | Стефка Коен                 |
| Български текст на песните Музикална режисура | Десислава Софранова         |
| Тонрежисьори                                  | Петър Костов Виктор Стоянов |
| Режисьор на дублажа                           | Даниела Горанова            |

Войсоувър дублаж
| Озвучаващи артисти  | Силвия Русинова Петя Миладинова Стефан Сърчаджиев-Съра Силви Стоицов Николай Николов Александър Воронов |
| Преводач            | Захари Генчев                                                                                           |
| Тонрежисьор         | Цветомир Цветков                                                                                        |
| Режисьор на дублажа | Димитър Кръстев                                                                                         |